# Вілліс Карто
Вілліс Карто (англ. Willis Carto; 17 липня 1926 — 26 жовтня 2015) — американський політичний діяч, засновник Інституту перегляду історії (IHR), журналу Barnes Review, ревізіоніст. Довгий час був одним з лідерів американських ультраправих. Характеризував себе як прихильник Томаса Джефферсона і народництва, але передовсім був відомий своєю підтримкою теорії єврейської змови і ревізіонізму Голокосту.
В останні роки життя він вів відокремлений спосіб життя, рідко давав інтерв'ю і не дозволяв фотографувати себе або записувати.
Віллісу Карто було пред'явлено звинувачення у Швейцарії.

## Життєпис
Вілліс Еллісон Карто народився 17 липня 1926 року у Форт-Вейні, Індіана. Юність він провів у Менсфілді, Огайо, але мало що відомо про його ранні роки, окрім його служби в армії на Філіппінах під час Другої світової війни.
Він був студентом в Університеті Денісона в Огайо та Юридичному коледжі Університету Цинциннаті. Пізніше він працював у Procter and Gamble у Цинциннаті, перш ніж переїхати до Сан-Франциско, де в 1950-х роках був колектором у Household Finance Corp.
Одна з перших організаторських спроб Карто була зроблена в 1956 році, коли він створив групу, яка прагнула усунути президента Дуайта Д. Ейзенхауера з посади. В 1958 році Карто одружився з Елізабет Вальтрауд Олдемейр. У 1966 році Карто очолив не дуже вдалий журнал American Mercury, який колись редагував Генрі Менкен, і використовував його для просування своїх ультраправих поглядів.
Він організував групу «Молодь за Воллеса», щоб підтримати кандидатуру губернатора Алабами Джорджа Воллеса, прихильника сегрегації, на пост президента США в 1968 році. Пізніше група була перейменована в Національний молодіжний альянс (англ. National Youth Alliance), який під керівництвом свого наступного лідера, Вільяма Л. Пірса, став Національним альянсом (англ. National Alliance), однією з найвідоміших білих сепаратистських груп країни. У 1980-х роках Карто допоміг заснувати Популістську партію (англ. Populist Party), кандидатом у президенти від якої в 1988 році був Девід Дюк, колишній лідер Ку-клукс-клану.
Карто вів затворницьке життя, не виступав публічно, ухилявся від камер, відмовлявся від інтерв'ю. Провівши більшу частину свого дорослого життя в Каліфорнії, Карто, очевидно, останні роки жив поблизу Джексонвіля, Флорида, згідно з відкритими даними. Про його смерть повідомило засноване ним видання «Американська вільна пресса» (англ. American Free Press).

## Формування поглядів
Вілліс Карто захоплювався працями Френсіса Паркера Йокі. Найвідоміша книга Йокі «Імперіум: філософія історії та політики» (Imperium: The Philosophy of History and Politics), була сприйнята Карто як власна керівна ідея. Пізніше Карто визначить свою ідеологію як послідовника Томаса Джефферсона і популістів, а не націонал-соціаліста, зокрема, в книзі Карто «Портрети в популізмі» (англ. Profiles in Populism, 1982 р).. У цій книзі представлені симпатичні описи декількох американських політичних діячів, включаючи Томаса Джефферсона і Ендрю Джексона, а також неоднозначного католицького священика Чарльза Когліна, і Генрі Форда.
Карто одного разу відвідав Йокі у каліфорнійській в'язниці, де Йокі покінчив життя самогубством, проковтнувши таблетку ціаніду в 1960 році.

## Вільне Лобі і газета
У 1955 році Карто заснував організацію «Вільне Лобі» (англ. Liberty Lobby), яка функціонувала під його керівництвом до 2001 року, коли організація була змушена оголосити банкрутство в результаті судового процесу. «Вільне Лобі», мабуть, найбільш відоме публікаціями в газеті «The Spotlight» між 1975 і 2001.
Карто і кілька співробітників The Spotlight і письменників з того часу заснували нову газету під назвою Американська Вільна преса. Видання розміщує статті з синдикованих оглядачів, які не мають прямого зв'язку з Карто або його організацією. Як і його попередник, він використовує популістський тон і робить акцент на теорії змови, націоналістичній економіці та Ізраїлі. Один з колумністів газети Майкл Коллінз Пайпер веде по буднях демонстративно антисіоністську програму на короткохвильовому радіо.

## Ревізіонізм та заперечення Голокосту
Карто також засновник видавничої компанії Noontide Press, яка видала кілька книг щодо білого расизму, в тому числі «Імперіум: філософія історії та політики» Йокі і «Міф про шість мільйонів» Девіда Хоггана (англ. David Hoggan's - The Myth of the Six Million), одну з перших книг, спрямовану на заперечення Голокосту. Noontide Press пізніше стало тісно пов'язана з Інститутом перегляду історії (англ. Institute for Historical Review) і вийшло з-під контролю Карто в той самий час, як він заснував Інститут перегляду історії.
Інститут перегляду історії був заснований Віллісом Карто в 1979 році з метою просування ідей та поглядів ревізіонізму Голокосту. Після втрати контролю над Noontide Press Інститут перегляду історії в результаті недружнього поглинання колишніми соратниками, Карто почав публікуватися в Barnes Review, що також зосередився на ревізіонізмі Голокосту.